# Egyéni rövid program szinkronúszás a 2016-os úszó-Európa-bajnokságon
A 2016-os úszó-Európa-bajnokságon a szinkronúszás egyéni rövid programjának fináléját május 12-én délelőtt rendezték a London Aquatics Centreben.

## Versenynaptár
Az időpontok helyi idő szerint olvashatóak (GMT +00:00).
| Dátum                      | Időpont | Forduló |
| -------------------------- | ------- | ------- |
| 2016. május 12., csütörtök | 8:30    | Döntő   |

## Eredmény
| #  | Versenyző                     | Ország                   | Pontok  |
| -- | ----------------------------- | ------------------------ | ------- |
|    | Szvetlana Romasina            | Oroszország (RUS)        | 93,8865 |
|    | Anna Volosina                 | Ukrajna (UKR)            | 90,7289 |
|    | Linda Cerruti                 | Olaszország (ITA)        | 87,1493 |
| 4  | Evangelia Platanioti          | Görögország (GRE)        | 86,0587 |
| 5  | Cristina Salvador González    | Spanyolország (ESP)      | 85,5766 |
| 6  | Anastasia Gloushkov Leventhal | Izrael (ISR)             | 83,9223 |
| 7  | Vasiliki Pagona Alexandri     | Ausztria (AUT)           | 83,2970 |
| 8  | Estel-Anaïs Hubaud            | Franciaország (FRA)      | 83,1091 |
| 9  | Sascia Kraus                  | Svájc (SUI)              | 80,4545 |
| 10 | Olivia Federici               | Egyesült Királyság (GBR) | 79,2639 |
| 11 | Margot de Graaf               | Hollandia (NED)          | 77,9689 |
| 12 | Marlene Bojer                 | Németország (GER)        | 75,6986 |
| 13 | Mia Šestan                    | Horvátország (CRO)       | 72,4361 |
| 14 | Hristina Damyanova            | Bulgária (BUL)           | 72,3917 |
| 15 | Nea Hannula                   | Finnország (FIN)         | 69,5557 |
| 16 | Nevena Dimitrijević           | Szerbia (SRB)            | 69,1898 |
| 17 | Ana Isabel Baptista           | Portugália (POR)         | 66,4256 |